# Klasické Řecko

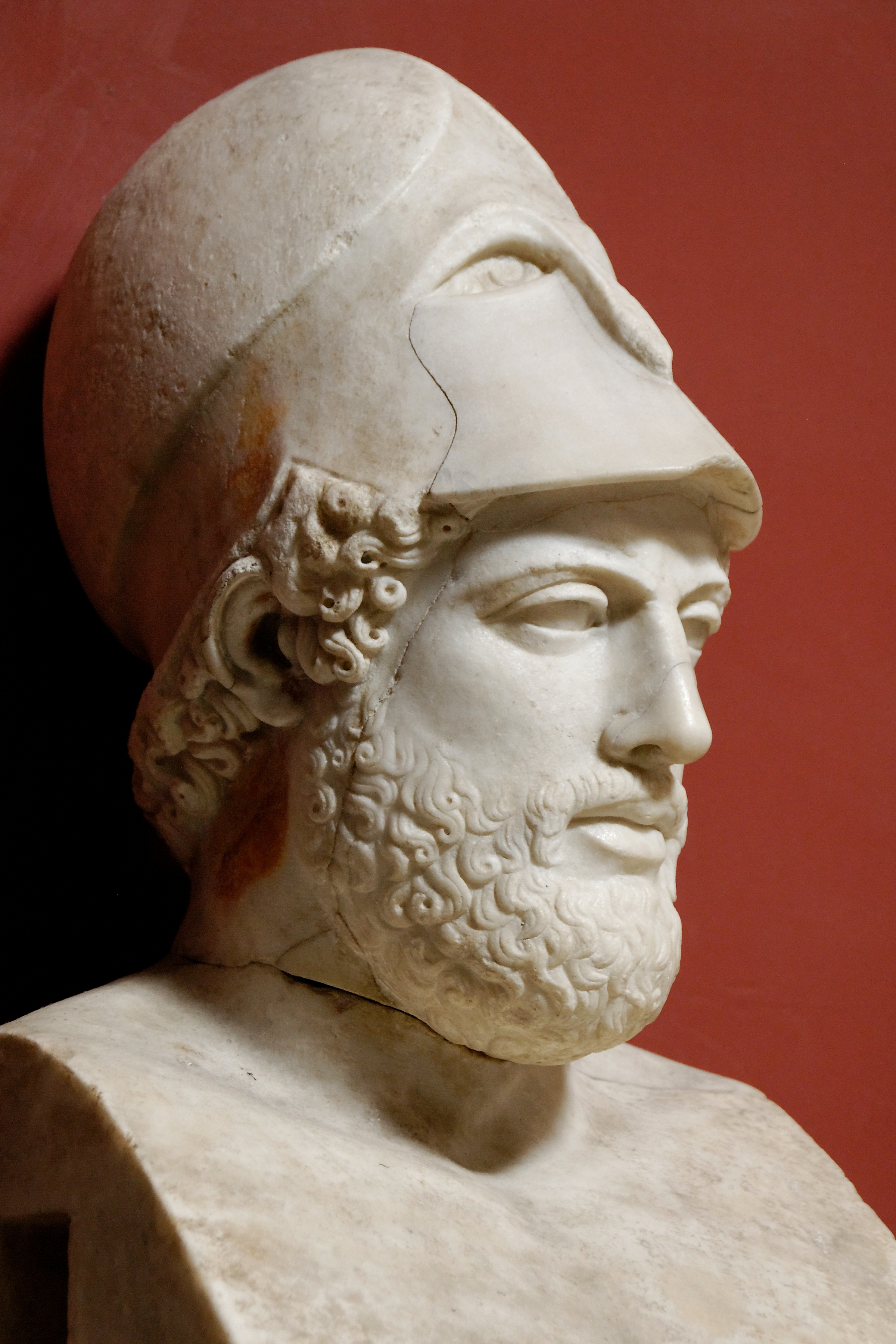
Klasické Řecko zažilo největší rozkvět v Athénách za Perikla

Klasické období řeckých dějin nebo klasické Řecko je označení pro období a kulturu starověkého Řecka v pátém a čtvrtém století př. n. l. mezi tzv. archaickým obdobím a dobou helénskou. Zpravidla se datuje roky 500 př. n. l. (iónské povstání) nebo 480 (bitva u Salamíny) a 336 či 323 př. n. l. (začátek či konec vlády Alexandra Velikého). Za „klasickou“, v původním významu „prvotřídní“ a tedy hodnou následování, považovali literaturu tohoto období již pozdější antičtí autoři. Od renesance se umění klasické doby považovalo za vrchol čisté řecké kultury, zatímco helénismus svým prolínáním s orientálními kulturami byl vnímán jako období jistého úpadku.
Počátek období je poznamenán řecko-perskými válkami (499–449), které pomáhaly zásadním způsobem formovat pocit sounáležitosti a národního sebevědomí Řeků a znamenaly vzestup postavení městských států (polis) Athén a Sparty. Zvláště Athény zažily mimořádný rozvoj v době nejvýznamnějšího demokratického politika Perikla (461, resp. 443–429) a proto se také používá označení Periklova doba nebo Periklovo století. V následné peloponéské válce (431–404), konfliktu téměř celého řeckého světa rozděleného do táborů obou předních městských států, byly demokratické Athény poraženy oligarchickou Spartou. To znamenalo krizi a počínající úpadek řeckých městských států. O novém hegemonovi se nerozhodlo ani mezi Spartou a Thébami u Mantineie (362) a tak se otevřel prostor pro vzestup království Makedonie, které hrálo klíčovou roli ve sjednocení a východní expanzi Řeků a jejich kultury v následujícím období.

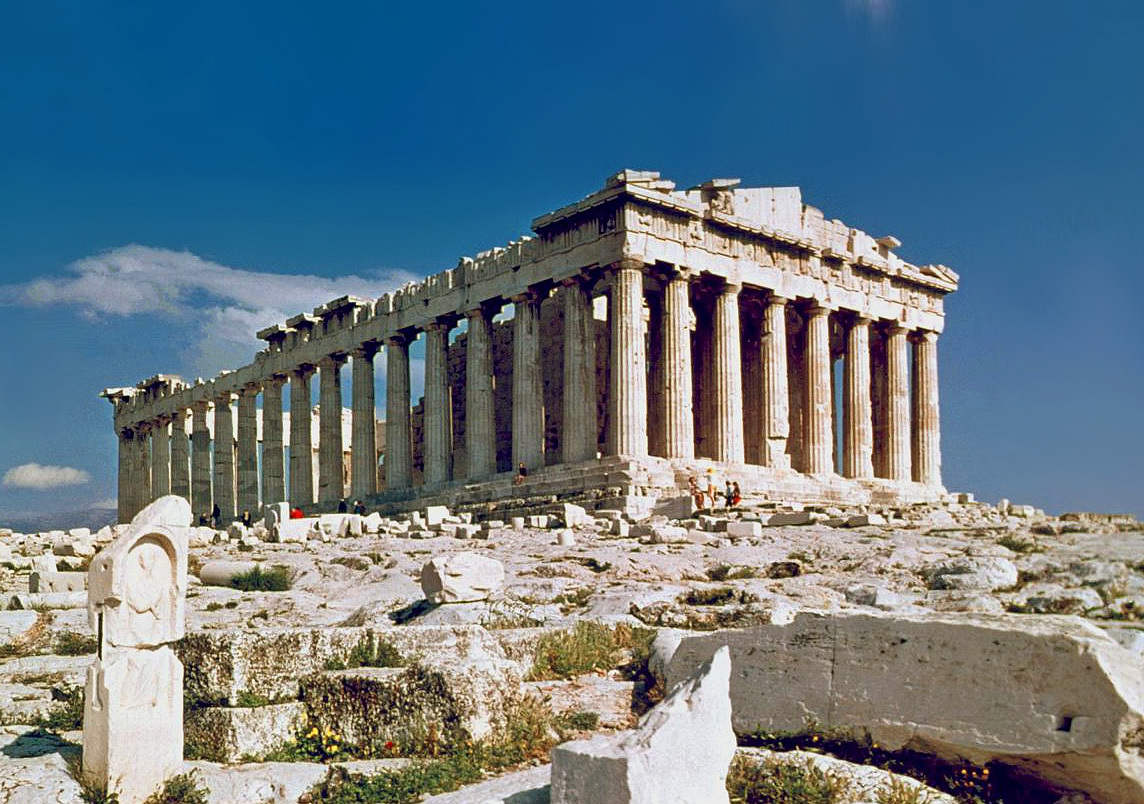
Parthenón v Athénách

Klasické období je dobou všestranného rozvoje kultury. Ve slovesném umění se vyvinuly nové žánry: v dramatu tragédie (Aischylos, Sofoklés, Eurípidés) a komedie (Aristofanés), historická próza (Hérodotos, Thúkydidés), rétorika (Démosthenés) a filosofie (sofisté, Platón, Sókratés, Aristotelés). Výtvarné umění zaznamenalo v sochařství posun od strnulých kúroi a korai ke kombinaci dokonale zvládnuté anatomie a ideálně volených proporcí postav v kontrapostu (Feidiás, Polykleitos, Praxiteles). Klasická řecká architektura, pro kterou je typický sloupový chrám, se vyvinula již v archaickém období. V klasické době se architektura dále rozvíjí, např. na athénské chrámové Akropoli, kde Parthenón představuje dokonalou chrámovou architekturu harmonicky spojující prvky dorského a iónského řádu, ke kterým se nově přidává řád korintský (chrám v Bassai). Dalším, hospodářským a politickým centrem polis byla agora s veřejnými budovami a sloupořadím (stoa). Nově vzniklý typ veřejné stavby byla divadla (athénské Dionýsovo). Naopak řecká keramika pokračovala v tradici rozvinuté již v archaickém období.